# Бэрд, Роберт
Ро́берт Д. Бэ́рд (англ. Robert D. Baird, род. 1933) — американский историк религии и востоковед, профессор-эмерит Айовского университета, почётный заведующий кафедрой религии Обернского университета, директор Школы религии Айовского университета (1995—2000), член Американской академии религии и Ассоциации азиатских исследований. Направления научных исследований: методология, современная индийская религиозная мысль, религия и право в современной Индии.

## Образование и академическая карьера
В 1954 году получил степень бакалавра гуманитарных наук в Хоутонском колледже, а в 1957 году — степень бакалавра богословия в Фуллеровской теологической семинарии. Продолжил обучение в Южном методистском университете, где в 1959 году получил степень магистра священной теологии. В 1964 году получил доктора философии в Айовском университете.
В 1962—1965 годах — ассистент-профессор в Омахском университете (ныне Небрасский университет в Омахе). В 1965—1966 годах в течение пяти месяцев проводил научно-исследовательскую работу в Индии, Японии и других азиатских странах. В 1966—1969 годах — ассистент-профессор в Школе религии Айовского университета, в 1969—1974 годах — ассоциированный профессор, в 1974—2000 годах — профессор, с 2000 года — профессор-эмерит. 1972 год провёл в Нью-Дели, где занимался исследованиями в области законодательства и религиозных перемен в Индии. В 1990-е годы занимался научно-исследовательской деятельностью в Нью-Дели (1990—1992), Токио и Киото (1992—1993), Северной Индии (1995—1997), на Тайване (1997—1998), в Японии (1998—1999) и снова в Северной Индии (1999—2000).
Летом 1969 года был приглашённым профессором религиоведения в Калифорнийском университете в Санта-Барбаре, а весной-осенью 1983 года — в Гриннеллском колледже. В 1980—1984 годах — редактор научного журнала Journal of the American Academy of Religion. В 1983—1984 годах занимал должность заведующего секцией религий Южной Азии в Американской академии религии. В 1995—2000 годах — директор Школы религии Айовского университета.

### Монографии
- Robert D. Baird. Category Formation and the History of Religions. — The Hague: Mouton, 1971. — 178 p. — (Religion and Reason).
- Robert D. Baird,  W. Richard Comstock. Religion and Man: An Introduction. — New York: Harper & Row, 1971. — viii, 676 p. — ISBN 0060413379.
- Robert D. Baird, Alfred Bloom. Indian and Far Eastern Religious Traditions. — New York: Harper & Row, 1972. — 306 p. — (Religion and Man). — ISBN 0060404485.
- Robert D. Baird. Essays in the History of Religions. — New York: Peter Lang, 1991. — Vol. 11. — viii, 393 p. — (Toronto Studies in Religion). — ISBN 082041509X.

### Сборники статей (редактор-составитель)
- Robert D. Baird. Methodological Issues in Religious Studies. — Chico, CA: New Horizons Press, 1975. — vi, 129 p. — ISBN 0914914081.
- Robert D. Baird. Religion in Modem India. — New Delhi: Manohar, 1981. — xii, 497 p.
- Robert D. Baird. Religion and Law in Independent India. — New Delhi: Manohar, 1993. — x, 401 p. — ISBN 8173040354.

### Статьи и главы в книгах
- Robert D. Baird. Horace Bushnell: A Romantic Approach to the Nature of Theology // Journal of Bible and Religion. — 1965. — Вып. 33, № 3. — С. 229-240. — JSTOR 1459584.
- Robert D. Baird. Syncretism and the History of Religions // The Journal of Religious Thought. — 1967-68. — Вып. 24, № 2. — С. 42-53.
- Robert D. Baird. Interpretative Categories and the History of Religions // History and Theory. — 1968. — Вып. 8, № 8. — С. 17-30. — JSTOR 2504526.
- Robert D. Baird. Human Rights Priorities and Indian Religious Thought // Journal of Church and State. — 1969. — Вып. 11, № 2. — С. 221-238. — doi:10.1093/jcs/11.2.221.
- Robert D. Baird. Factual Statements and the Possibility of Objectivity in History // The Journal of Religious Thought. — 1969. — Вып. 26, № 1. — С. 5-22.
- Robert D. Baird. Normative Elements in Eliade's Phenomenology of Symbolism // Union Seminary Quarterly Review. — 1970. — Вып. 25, № 4. — С. 505-516.
- Robert D. Baird. The Symbol of Emptiness and the Emptiness of Symbols // Humanitas: Journal of the Institute of Man. — May, 1972. — Вып. 8. — С. 221-242.
- Robert D. Baird. Mr. Justice Gajendragadkar and the Religion of the Indian Secular State // Journal of Constitutional and Parliamentary Studies. — Oct.-Dec., 1972. — Вып. 6, № 4. — С. 47-64.
- Robert D. Baird. Postscript: Methodology, Theory and Explanation in the Study of Religion // Methodological Issues in Religious Studies. — Chico, CA: New Horizons Press, 1975. — С. 111-122. — ISBN 0914914081.
- Robert D. Baird. Religion and the Secular: Categories for Religious Conflict and Religious Change in Independent India // Journal of African and Asian Studies. — January 1976. — Вып. 11, № 1-2. — С. 47-63. — doi:10.1177/002190967601100104.
- Robert D. Baird. Religion and the Legitimation of Nehru's Concept of the Secular State // Bardwell L. Smith Religion and the Legitimation of Power in South Asia. — Leiden: Brill, 1978. — С. 73-87. — ISBN 9004056742.
- Robert D. Baird. 'Secular State' and the Indian Constitution // Robert D. Baird Religion in Modern India. — New Delhi: Manohar, 1981. — С. 141-169.
- Robert D. Baird. Uniform Civil Code and the Secularization of Law // Robert D. Baird Religion in Modern India. — New Delhi: Manohar, 1981. — С. 171-200.
- Robert D. Baird. Religious or Non-religious: TM in American Courts // Journal of Dharma. — 1982. — Вып. 7. — С. 391-407.
- Robert D. Baird. Swami Bhaktivedanta: Karma, Rebirth and the Personal God // Ronald W. Neufeldt Karma and Rebirth: Post-Classical Developments. — Albany: State University of New York Press, 1986. — С. 277-300. — ISBN 0873959906.
- Robert D. Baird. Swami Bhaktivedanta and the Bhagavadgita 'As it Is' // Robert N. Minor Modern Interpreters of the Bhagavadgita. — Albany: State University of New York Press, 1986. — С. 200-221. — ISBN 0887062989.
- Robert D. Baird. Swami Bhaktivedanta and the Encounter with Religions // Harold Coward Modern Indian Responses to Religious Pluralism. — Albany: State University of New York Press, 1987.
- Robert D. Baird. ISKCON and the Struggle for Legitimation // Bulletin of the John Rylands University Library, of Manchester. — 1988. — Вып. 70, № 3.
- Robert D. Baird. Hindu-Christian Dialogue and the Academic Study of Religion // Harold Coward Hindu-Christian Dialogue. — Maryknoll, NY: Orbis Press, 1989. — С. 217-229. — ISBN 0883446340.
- Robert D. Baird. Cow Slaughter and the New Great Tradition // Robert D. Baird Essays in the History of Religions. — New York: Peter Lang, 1991. — С. 219-220. — ISBN 082041509X.
- Robert D. Baird. On Defining 'Hinduism' As a Religious and Legal Category // Robert D. Baird Religion and Law in Independent India. — New Delhi: Manohar, 1993. — С. 41-58.
- Robert D. Baird. Swami Bhaktivedanta and Ultimacy // Robert D. Baird Religion in Modem India. — New Delhi: Manohar, 1995. — С. 553-579. — ISBN 8185054649.
- Robert D. Baird. Reform Hinduism // Jonathan Z. Smith The HarperCollins Dictionary of Religion. — San Francisco: HarperCollins, 1995. — ISBN 0060675152.
- Robert D. Baird. Hinduism // Ruth Chadwick Encyclopedia of Applied Ethics. — San Diego: Academic Press, 1998. — Т. II. — С. 571-582. — ISBN 0122270657.
- Robert D. Baird. Traditional Values, Governmental Values, and Religious Conflict in Contemporary India // Brigham Young University Law Review. — 1998. — Вып. 2. — С. 337-356.
- Robert D. Baird. Expansion and Construction of Religion: The Paradox of the Indian Secular State // John McLaren, Harold G. Coward Religious Conscience, the State and the Law: Historical Contexts and Contemporary Significance. — Albany: State University of New York Press, 1999. — С. 189-205. — ISBN 079144001X.

### Рецензии
- Robert D. Baird. The Nature of Buddhist Ethics by Damien Keown // Numen. — 1994. — Вып. 41, № 2. — С. 207-208. — JSTOR 3270267.
- Robert D. Baird. Religion in South Asia: Religious Conversion and Revival Movements in South Asia in Medieval and Modern Times by G. A. Odie // Journal of the American Academy of Religion. — 1978. — Вып. 46, № 4. — С. 588-589. — JSTOR 1463064.
- Robert D. Baird. The Quest for Political and Spiritual Liberation: A Study in the Thought of Sri Aurobindo Ghose by June O'Connor // Journal of the American Academy of Religion. — 1978. — Вып. 46, № 4. — С. 594-595. — JSTOR 1463069.
- Robert D. Baird. Transplanting Religious Traditions: Asian Indians in America by John Fenton // Journal of the American Academy of Religion. — 1990. — Вып. 58, № 3. — С. 494-496. — JSTOR 1464629.
- Robert D. Baird. Religion and Modern Man: A Study of the Religious Meaning of Being Human by John B. Magee // Journal of the American Academy of Religion. — 1968. — Вып. 36, № 3. — С. 290-291. — JSTOR 1460998.
- Robert D. Baird. The Concept of Duty in South Asia by Wendy Doniger O'Flaherty, J. Duncan M. Derrett // Journal of the American Academy of Religion. — 1979. — Вып. 47, № 4. — С. 679-680. — JSTOR 1462301.
- Robert D. Baird. Nature and the Supernatural in the Theology of Horace Bushnell by William A. Johnson // Journal of Bible and Religion. — 1965. — Вып. 33, № 1. — С. 82-83. — JSTOR 1460485.
- Robert D. Baird. Srīla Prabhupāda-līlāmṛta by Satsvarūpa Dasa Goswāmī // Journal of the American Academy of Religion. — 1981. — Вып. 49, № 4. — С. 718. — JSTOR 1462494.